# Susanoo

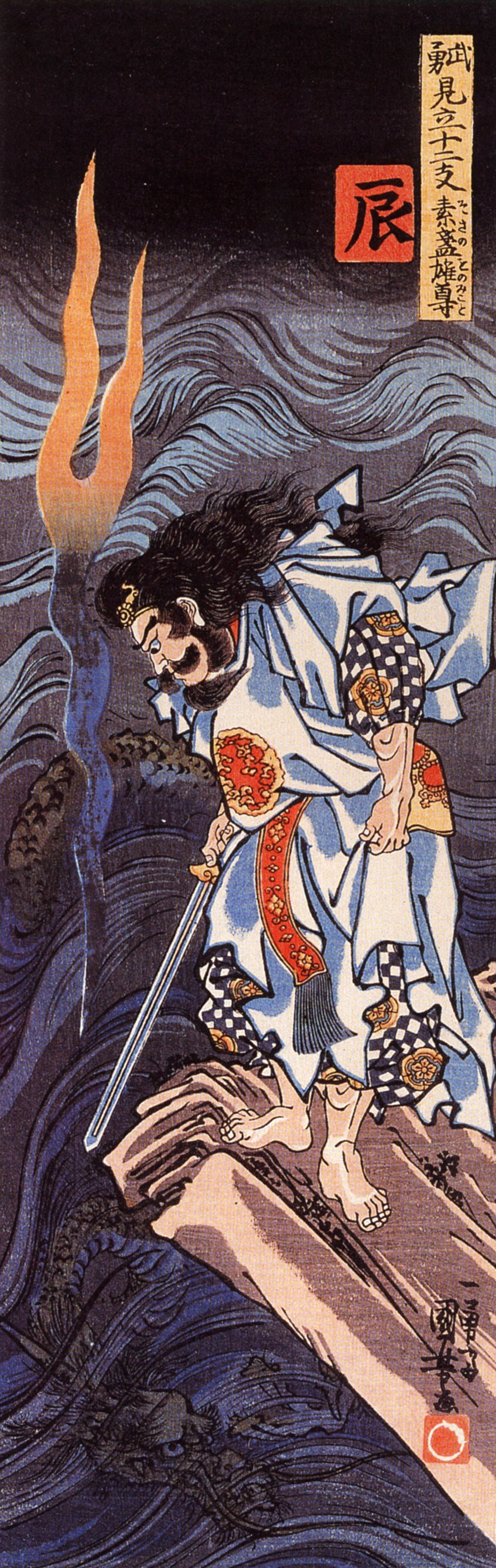
Susanoo no Mikoto mentre guarda un dragone nuotare sotto l'acqua

Susanoo, o Susanowo, è uno dei principali Kami dello shintoismo, noto come il dio delle tempeste, degli uragani e del mare.
La sua nascita viene narrata nella prima parte del Kojiki (古事記?), primo testo ufficiale della letteratura giapponese, che narra le origini del paese stesso.

## Il mito
Venne generato dall'acqua scorsa nel naso di Izanagi, il Dio Creatore, durante il compimento di un harai, dopo la visita nello Yomi. Venne incaricato dal "padre" di dominare e occuparsi della Piana del Mare.
La sua forza e il suo coraggio erano pari unicamente alla sua insolenza e al suo carattere bellicoso. Annoiato dalla monotonia dell'incarico assegnatogli, lo abbandonò, dandosi a una serie di gesti violenti nei confronti degli esseri umani e degli altri Kami.
Si narra che la sorella Amaterasu fu una delle numerose vittime dei suoi "dispetti". Pare infatti che Susanoo, sceso sulla Terra, avesse distrutto gli argini delle risaie, che la Dea aveva costruito per nutrire gli uomini, avesse scuoiato immolando un cavallo e avesse defecato sui campi degli uomini, e che lei, sentendosi oltraggiata, si rinchiuse in una grotta, sbarrandone l'accesso e facendo così calare l'oscurità sul mondo.
Solo grazie a uno stratagemma ideato da Amenouzume, i Kami riuscirono a condurre nuovamente Amaterasu allo scoperto e a riportare alla normalità la situazione.
Per quest'episodio, Susanoo venne condannato all'esilio ed esiliato sulla Terra, nella regione di Izumo.
Fu allora che il Dio divenne un difensore dell'umanità e si dedicò alla causa del bene. Lottò contro Yamata no Orochi, un potente serpente a otto teste, per salvare Kushinadahime, una giovane destinata al sacrificio. Ucciso il mostruoso animale, lo fece a pezzi e scoprì che nella sua coda era celata una grande spada, Kusanagi no Tsurugi.

## Nella cultura moderna
- Susanoo compare tra i personaggi principali del manga Orion, di Masamune Shirow.
- Nel manga Inferno & Paradiso, del fumettista OhGreat!, Susanoo si reincarna nel protagonista Soichiro Nagi.
- Susanoo è il protagonista del film d'animazione Wanpaku Ouji no Orochi Taiji.
- Nel manga di Record of Ragnarok, Susano'o no Mikoto è uno degli dei che combatte al torneo del Ragnarok.
- Nel manga Naruto il Susano'o è una tecnica derivata dallo Sharingan, arte oculare associata al clan Uchiha.